# Église Saint-Étienne de Gabela
Pour les articles homonymes, voir Église Saint-Étienne.
L'église Saint-Étienne est située en Bosnie-Herzégovine, sur le territoire du village de Gabela et dans la municipalité de Čapljina. Elle est inscrite sur la liste provisoire des monuments nationaux de Bosnie-Herzégovine.